# تله‌کلس
تله‌کلس (به یونانی: Τηλεκλῆς)، فیلسوف اهل فوکیا، شاگرد و جانشین لیساید بود و به‌همراه ایواندر رئیس مشترک آکادمی افلاطون در آتن بود.
ایواندر و تله‌کلس به‌دلیل بیماری شدید لیساید در ده سال پایانی زندگی‌اش (۲۱۵–۲۰۵) به اداره آکادمی کمک کردند. آن‌ها پس از مرگ لیساید به اداره آکادمی ادامه دادند، بدون این‌که به‌طور رسمی به‌عنوان رئیس انتخاب شوند. پس از مرگ تله‌کلس در سال ۱۶۷ پیش از میلاد، ایواندر چند سال دیگر رئیس ماند. پس از او شاگردش هگسینوس جانشینش شد. از آراء و نوشته‌های این فیلسوف جز این‌که او یک شک‌گرای آکادمیک بوده، چیزی در دست نیست.